# École impériale d'ingénieurs du Japon

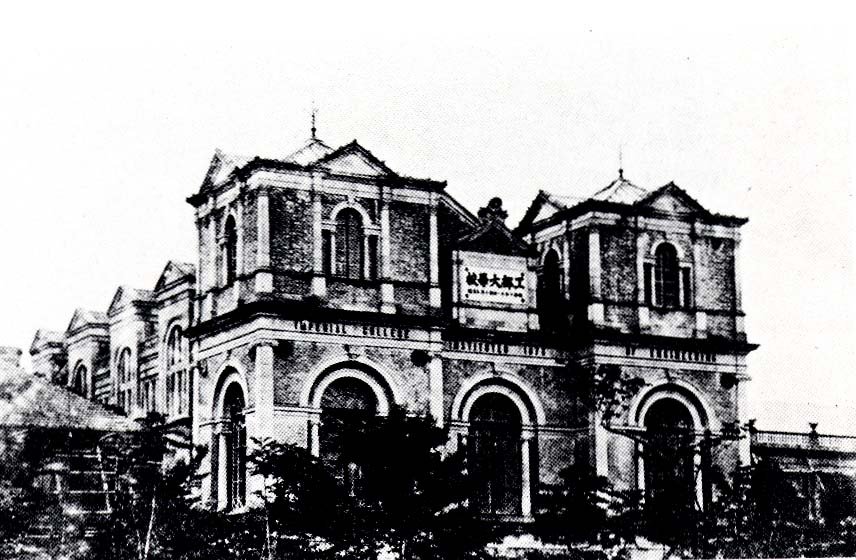
L'école impériale d'ingénieurs.

L'école impériale d'ingénieurs du Japon (工部大学校, Kōbu daigakkō) fut fondée en 1873 par Yamao Yōzō en tant qu'université de Tokyo, bien que sa prédécesseur la Kogakuryo (工学寮) existait depuis 1871. L'appellation "Kobu Daigakko" date de 1877. Aujourd'hui, elle serait plutôt considérée comme un institut de technologie.
L'Écossais Henry Dyer en fut nommé directeur et réalisa le programme de la première année sur le bateau qui l'amenait au Japon. La première équipe était composée de  :
- Philosophie naturelle : William Edward Ayrton
- Mathématiques : D. H. Marshall
- Chimie: Edward Divers
- Dessin : Edmund Monday, William Barr
- Cours d'anglais et de littérature anglaise : William Craigie
- Ingénierie : George Crawley, Robert Clark et Archibald King.

L'école fut sous la responsabilité du ministère des Travaux (工部省, Kobusho) qui fut aboli en 1885. Le contrôle fut ensuite transféré au ministère de l'Éducation (文部省, Monbusho) et l'école fut intégrée dans l'université impériale de Tokyo ouverte en 1886. L'école devint dès lors la faculté d'ingénieurs de l'université.
L'école donnait des cours des matières suivantes : architecture, chimie, génie civil, génie mécanique, métallurgie, exploitation minière, construction navale et télégraphe.
Il était demandé aux étudiants d'écrire leurs notes et de remettre leurs thèses en anglais. Plusieurs de ces écrits sont aujourd'hui exposés au musée national de la nature et des sciences de Tokyo (国立科学博物館, Kokuritsu Kagaku Hakubutsukan) au parc d'Ueno.

## Étudiants notables
- Iwadare Kunihiko, fondateur de NEC.
- Tatsuno Kingo, architecte qui dessina le musée de Tokyo.
- Katayama Tōkuma, architecte.